# Quần đảo Leti

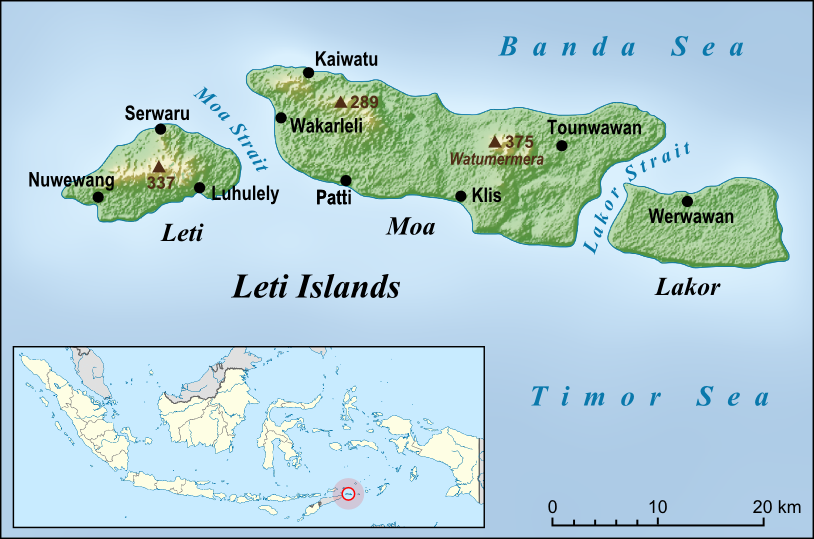
Bản đồ quần đảo Maluku.

Quần đảo Leti là một phần của quần đảo Maluku, thuộc phía tây nam của tỉnh Maluku tại Indonesia. Các đảo chính của quần đảo là Moa, Leti và Lakor. Quần đảo Leti tạo thành các phó huyện Leti Moa Lakor và Moa Lakor của huyện Maluku Barat Daya thuộc tỉnh Maluku.
Quần đảo có diện tích 750 km² và có tổng dân số khoảng 16 000 người. Đô thị quan trọng nhất là Pati trên đảo Moa. Các ngành kinh tế của quần đảo bao gồm trồng lúa, dừa và thuốc lá, chăn nuôi, và đánh cá.
Bản thân đảo Leti, hòn đảo ực tây, có tổng dân số khoảng 7000 người. Hòn đảo là một đỉnh núi hình tam giác, đối diện với núi Koli Besar ở phía đông và dãy núi Rapat ở phía tây.
Leti không có các cảng tự nhiên, và hoàn toàn biệt lập với thế giới bên ngoài trong thời gian gió mùa từ tháng 12 đến tháng 4 khi vị trí thả neo không thể sử dụng được.
Văn phòng của người đứng đầu địa phương (camat) Leti Moa Lakor nằm tại Serwaru, ở bờ biển phía bắc của Leti. Văn phòng của camat Moa Lakor is nằm ở Weet trên đảo Moa.
Tiếng Leti, một thành viên của ngữ hệ Nam Đảo được nói tại Leti.